# Moisés Muñoz
Moisés Alberto Muñoz Rodríguez (Morelia, 1º febbraio 1980) è un ex calciatore messicano, di ruolo portiere.

## Carriera

### Club
Debutta il 19 settembre 1999 in Pachuca-Morelia (4-2), negli ultimi 7 minuti di gioco. Nel 2003 diventa titolare fisso del club.
Il 26 maggio, nella gara di ritorno della finale play-off fra la sua squadra, l'América, e il Cruz Azul, realizza al 94' una rete con un colpo di testa su azione d'angolo portando l'incontro sul 2-1, quindi ai supplementari e infine alla vittoria del campionato dopo aver respinto un tiro dagli undici metri.

### Nazionale
Dal 2004 al 2018 ha giocato nella nazionale messicana, inizialmente come portiere di riserva di Oswaldo Sánchez sia nella Copa América 2004 che nella FIFA Confederations Cup 2005.

## Palmarès

### Club
- Campionato messicano: 3

Morelia: Invierno 2000
América: Clausura 2013, Apertura 2014
- CONCACAF Champions League: 1

América: 2014-2015

### Nazionale
- Gold Cup: 1

2015